# Mayrhofen
Mayrhofen je obec v Rakousku ve spolkové zemi Tyrolsko v okrese Schwaz. Poprvé se obec Mayrhofen vyskytuje v urbáři salcburské diecéze, který byl sepsán kolem roku 1200.
Žije zde přibližně 3 900 obyvatel.

## Osobnosti
- Peter Habeler (* 1942), rakouský horolezec